# Francisco Javier Sánchez Broto
Francisco Javier Sánchez Broto (nascut el 25 d'agost de 1971 a Barcelona) és un exfutbolista natural de Catalunya, tot i que instal·lat des de menut a l'Aragó. Jugava en la posició de porter.
Va començar la seva carrera al Saragossa i posteriorment marxà a clubs de divisions inferiors de la lliga espanyola: el Vila-real CF, el CE Castelló i el Màlaga CF. També ho va fer en diversos equips d'Escòcia, com l'Airdrieonians FC, el Livingston FC i el Celtic. Per acabar la seva carrera esportiva tornà a la Primera divisió espanyola en les files del Múrcia i Getafe CF. El juliol de 2005 fitxà per l'Hèrcules CF, però per una lesió de genoll li fou rescindit el contracte una setmana després i decidí retirar-se del futbol professional.
Actualment dirigueix un negoci de venda de material esportiu per a porters a través d'internet.
Sánchez Broto va ser internacional amb la selecció espanyola sub-21 en cinc ocasions. A més a més, va disputar un partit amb la selecció aragonesa, el 19 de maig de 1998 a Sòria, contra la selecció de Castella i Lleó, en partit que acabà amb empat a 1 gol.

## Palmarès
- 1 Copa del Rei: 1993/94 amb el Reial Saragossa.
- 1 Copa de la Lliga Challenge escocesa: 2000/01 amb l'Airdrieonians FC.

Altres mèrits
- 1 campionat de Segona divisió i ascens: 1999/00 amb el Màlaga CF.
- 1 campionat de Scottish First Division i ascens: 2000/01 amb el Livingston FC.